# Stäppslöja
Stäppslöja (Gypsophila acutifolia) är en nejlikväxtart som beskrevs av Fisch.. Stäppslöja ingår i släktet slöjor, och familjen nejlikväxter. Inga underarter finns listade i Catalogue of Life.

## Bildgalleri

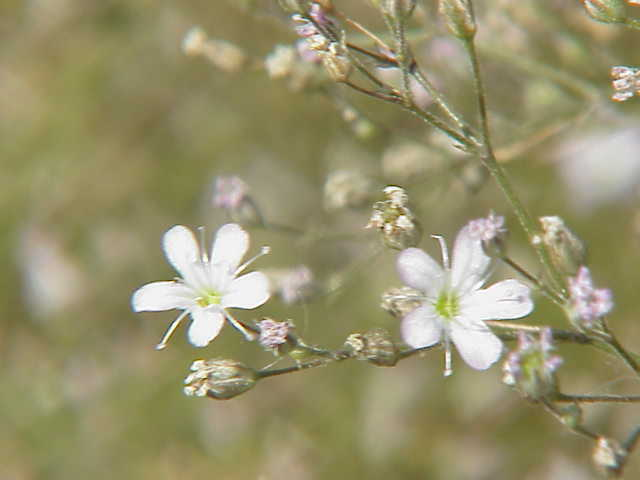
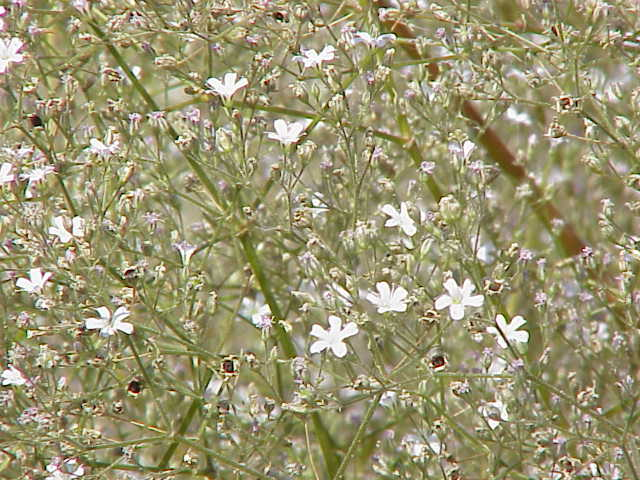
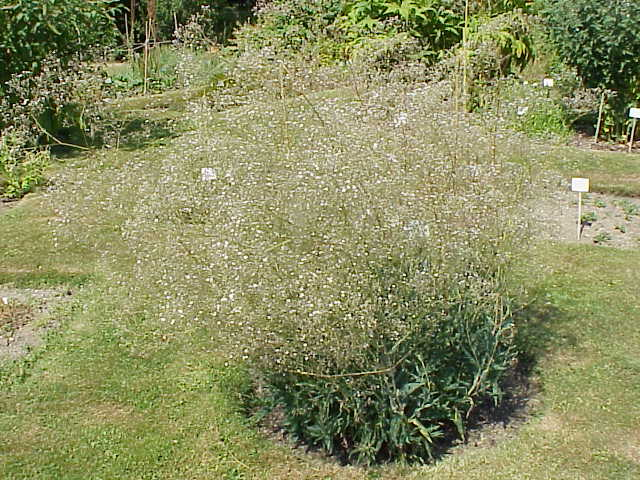